# Pittura sarda del Quattro-Cinquecento
Pittura sarda del Quattro-Cinquecento (Sardinian Painting. The Painters of the Golden Backgrounds) è un saggio di storia dell'arte  di Georgiana Goddard King, pubblicato nel 1923 in inglese dedicato all'antica pittura sarda.

## Storia editoriale
Furono i suoi interessi di ispanista ad avvicinarla alla cultura artistica dell'isola, grazie alle amiche Anna Rose e Ellen Giles che la guidarono nel territorio sardo.
Ellen Giles aveva conosciuto Georgiana al Bryn Mawr College al tempo degli studi. La King aveva lavorato alle sue ricerche sulla pittura in Sardegna negli anni 1920-1922.
Sardinian Painting fu pubblicato come quinto volume della collana Bryn Mawr Notes and Monographs, edita dal Bryn Mawr College, stampato a Filadelfia nel 1923, con lo scopo di illustrare il patrimonio pittorico della Sardegna dei secoli XV e XVI. 

## Contenuti
Lo studio proposto in quest'opera è inquadrabile in quel clima culturale europeo di fine ottocento e primi del novecento che si basava sull'interesse storiografico per le identità artistiche nazionali. La Goddard King matura l'idea di realizzare un'organica sistemazione della pittura sarda dei due secoli in questione. Nonostante la bibliografia fosse a quel tempo molto scarsa, tuttavia la King aveva avuto il privilegio di poter contare sullo storico dell'arte Carlo Aru e sulla Storia di Sardegna di Giuseppe Manno. Su quest'opera la King aveva impostato l'introduzione storica  La Sardegna fino al '600. Avendo l'autrice utilizzato questa fonte storiografica, basata su una documentazione archivistica ineccepibile, il profilo della storia della Sardegna dalle origini alla prima età spagnola è sostanzialmente corretta. Inoltre il testo non era stato inquinato dalle storture, contenute nelle Carte di Arborea, in quanto già nel 1870 ne era stata decretata la totale falsità.. 

## Struttura
L'opera è suddivisa nei due seguenti capitoli:
1. La Sardegna fino al 1600; in questa parte l'autrice delinea un profilo storico della Sardegna dell'epoca.
2. I pittori dei fondi d'oro;

## Edizioni
- (EN) Sardinian Painting. The Painters of the Golden Backgrounds, Philadelphia, Bryn Mawr, 1923.
- Georgiana Goddard King, Pittura sarda del quattro-cinquecento, Ilisso Edizioni, Nuoro, 2000. ISBN  88-85098-98-3